# Hem, till sist
Hem, till sist är en roman av Per Anders Fogelström utgiven 1993.
Romanen har starka självbiografiska drag. Per Anders Fogelström skildrar i boken både sina föräldrars liv och sin egen uppväxttid. Boken utspelar sig i Ryssland, Finland och Sverige, mellan 1908 och 1963.

## Handling
I bokens första del ligger berättarfokuset på paret Arthur och Naëmi Fogelström, Per Anders föräldrar. Paret flyttar som nygifta 1915 till Helsingfors, där Arthur arbetar vid ASEA. Sedan fortsätter flytten till ASEA:s kontor i Petrograd där man upplever umbärandena under ryska revolutionen. Sedan följer en ny flytt av den allt mer rastlöse Arthur till Viborg. Till sist lämnar Arthur sin hustru och sina barn Ingrid och Per Anders, för att "söka lyckan" i USA, en lycka han aldrig finner. Naëmi flyttar tillbaka till Stockholm och bosätter sig på Södermalm. I Stockholm finns flera släktingar till familjen, mormor, moster, farmor och faster är närvarande under Per Anders uppväxt.
Den frånvarande fadern samt moderns orosfyllda liv som ensamstående, satte djupa spår i Per Anders. Man får följa hans väg genom livet, hur han i tonåren tröttnar på skolan och väljer att avbryta sina gymnasiala studier och hans många gånger skakiga tillvaro på arbetsmarknaden. Under barndomsåren väcks hans intresse för böcker, och i övre tonåren börjar han skriva, men det dröjer tills han fyllt 30 år innan han får något utgivet och ytterligare några år innan han blir en etablerad författare.

## Centrala romanfigurer
- Per Anders Fogelström – huvudpersonen
- Arthur Fogelström – Per Anders far
- Naëmi Fogelström – Per Anders mor
- Ingrid Fogelström – Per Anders lillasyster
- Ann-Sofi Elwing – Per Anders mormor
- Thyra Elwing – Per Anders moster
- Olga Fogelström – Per Anders farmor
- Gabriella ”Lallan” Fogelström – Per Anders faster